# ژوسلین گورونک
ژوسلین گوروِنِک (به فرانسوی: Jocelyn Gourvennec) (زادهٔ ۲۲ مارس ۱۹۷۲)، بازیکن پیشین و مربی کنونی فوتبال اهل فرانسه است.
گورونک در دوران بازی در پست هافبک و برای تیم‌هایی از جمله لوریان، رن، نانت، مارسی، مون‌پلیه، باستیا، آنژه و کلرمون فوت به میدان رفته‌است.

## افتخارات

### مربی
گنگام
- جام حذفی فوتبال فرانسه: ۱۴–۲۰۱۳[۱]

لیل
- سوپرجام فوتبال فرانسه: ۲۰۲۱[۲]

### فردی
- بهترین بازیکن فصل لیگ ۲ فرانسه: ۹۴–۱۹۹۳[۳]
- بهترین سرمربی فصل لیگ ۲ فرانسه: ۱۳–۲۰۱۲[۴]